# NGC 4533
NGC 4533 este o galaxie spirală situată în constelația Fecioara. A fost descoperită în 1877 de către Ernst Wilhelm Tempel.